# Lijst van weg- en veldkapellen in Kelmis
Dit is een onvolledige lijst van veldkapellen in de gemeente Kelmis. Kapelletjes komen vooral voor in katholieke gebieden van o.a. Nederland en België, en werden dikwijls gebouwd ter verering van een heilige. Ze zijn te vinden langs wegen in het buitengebied, maar komen ook voor binnen de bebouwde kom.
| Kapel                                            | Adres                          | Plaats       | Bouwperiode | Architect | Foto |
| ------------------------------------------------ | ------------------------------ | ------------ | ----------- | --------- | ---- |
| Sint-Rochuskapel                                 | Rochuskapelle (Schnellenberg)  | Neu-Moresnet | 1646        |           |      |
| Judas-Thaddäus-Kapelle                           | Stadionstraße                  | Neu-Moresnet |             |           |      |
| kapel voor Arnold Frank (1741-1801)              | Roter Puhl (Altenbergerstraße) | Hergenrath   | 1978        |           |      |
| Bergkapelle                                      | Kapellstraße                   | Kelmis       |             |           |      |
| niskapel voor pater Georges Schweden (1944-1981) | Gartenstraße                   | Kelmis       |             |           |      |
| niskapel                                         | Bertolfstraße (spoorbrug)      | Hergenrath   |             |           |      |
| dankkapel voor Maria                             | Bruchstraße                    | Kelmis       |             |           |      |
| niskapel                                         | Knippstraße (hoek)             | Hergenrath   |             |           |      |
| niskapel                                         | Hof - Lütticher Straße         | Kelmis       |             |           |      |
| niskapel met Madonna met Kind                    | Lütticher Straße 242           | Kelmis       | 1869        |           |      |
| niskapel met icoon Madonna met Kind              | Martinstraße - Aachener Straße | Hergenrath   |             |           |      |
| niskapel                                         | Kasteel Eyneburg               | Hergenrath   |             |           |      |
| niskapel Judas-Thaddäus                          | Bauweg - Bachstraße            | Kelmis       |             |           |      |